# Stygocyathura chapmani
Stygocyathura chapmani är en kräftdjursart som först beskrevs av Mikhail P. Andreev 1982.  Stygocyathura chapmani ingår i släktet Stygocyathura och familjen Anthuridae. Inga underarter finns listade i Catalogue of Life.